# Thüringer Institut für Lehrerfortbildung, Lehrplanentwicklung und Medien

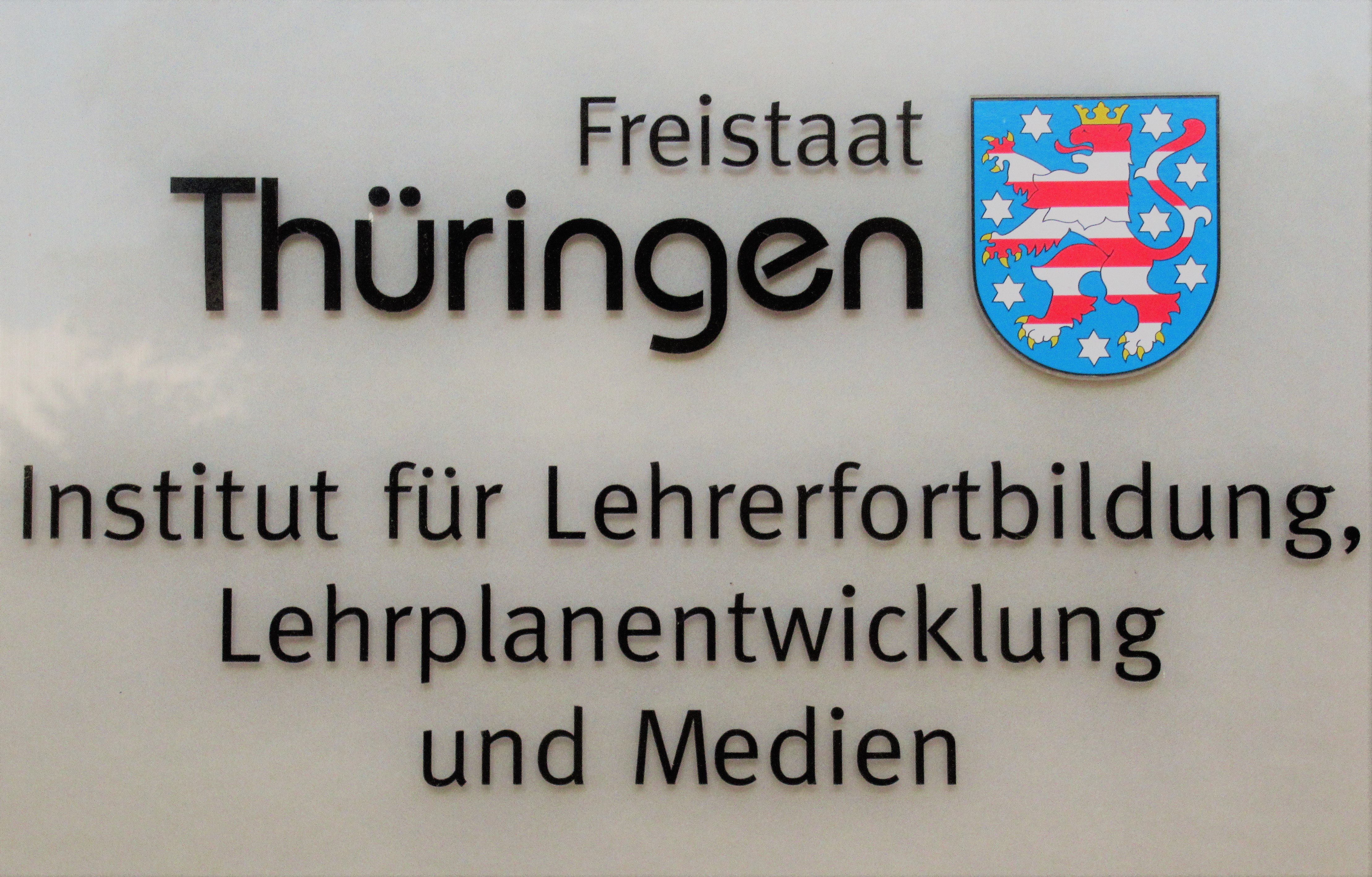
Schild in Bad Berka

Das Thüringer Institut für Lehrerfortbildung, Lehrplanentwicklung und Medien (ThILLM) organisiert die Lehrerfort- und Weiterbildung in Thüringen zentral und regional, verantwortet die Erstellung von Lehrplänen und unterstützt deren landesweiten Implementationsprozess. Es unterstützt die dritte Phase der Lehrerbildung, wirkt als Kompetenzzentrum für Schulen und Kindertageseinrichtungen in Thüringen und fördert die digitale Bildung. In der phasenverbindenden Lehrerbildung ist das ThILLM Kooperationspartner im Rahmen des Lehrerbildungsgesetzes und koordiniert die entsprechenden Angebote gemeinsam mit weiteren Partnern, ohne die Lehrerausbildung selbst wahrzunehmen.
Der Sitz ist seit 1997 Bad Berka, nachdem der Gründungssitz 1991 in Arnstadt gewesen war. Das Institut besteht aus vier Gebäuden: Dazu gehören das Hauptgebäude (Schloss Harth), das Haus 1 (Villa Americana), das Haus 2 (Villa Alice) und das Haus 3 („Turnhalle“).

## Geschichte des Gebäudes
1899 wurde ein kleines Sanatorium auf der Harth in der sogenannten Villa „Americana“ eröffnet. Ein repräsentativer Monumentalbau folgte, das Schloss Harth. 1921 wurde das Sanatorium an die Norddeutsche Knappschafts-Pensionskasse in Halle verkauft. Ab 1934 wurde es in die Gebiets- und Staatsführerschule. Nun fanden Lehrgänge für die Hitler-Jugend-Führer als Bannführer, Jungbannführer, Gauführer, Untergauführer und Führerinnen statt. Ab 1938 waren ständig Offiziere der Wehrmacht anwesend. 1939 bis 1945 diente Schloss Harth als Lazarett. Nach dem Einmarsch der US-Armee am 12. April 1945 in Bad Berka war es durch Soldaten besetzt, ab Juli bis Ende 1945 durch sowjetische Soldaten, ehe man es zur Aufnahme von Evakuierten und Flüchtlingen vorbereitete. Später wurde das repräsentative Gebäude als Landesparteischule der KPD bzw. SED genutzt.
1949 wurden Siliko-Tuberkulose-Patienten aufgenommen und noch bis 1969 betreut. Ende des Jahres 1969 richtete die Zentralklinik dann ihr Rehabilitations- und Umschulungszentrum ein. 1974 erhielt das Bad Berkaer Rehabilitationszentrum als erstes in der DDR den Status einer Medizinischen Fachschule für Körperbehinderte und Hörgeschädigte. Nach umfangreichen Sanierungs- und Rekonstruktionsmaßnahmen zog 1997 das ThILLM ein.

## Einzelbelege
1. ↑  Landesrecht VO
2. ↑  Über uns - Thüringer Schulportal. Abgerufen am 21. Juli 2020.